# Tout ça n'vaut pas l'amour
Tout ça n'vaut pas l'amour est une chanson d'Alexandre Trébitsch et François Perpignan interprétée par Esther Lekain en 1903.

## Description
Interprétée par Esther Lekain, elle est ensuite reprise par de nombreux interprètes dont Maurice Chevalier en 1954.